# Volcán (Jujuy)

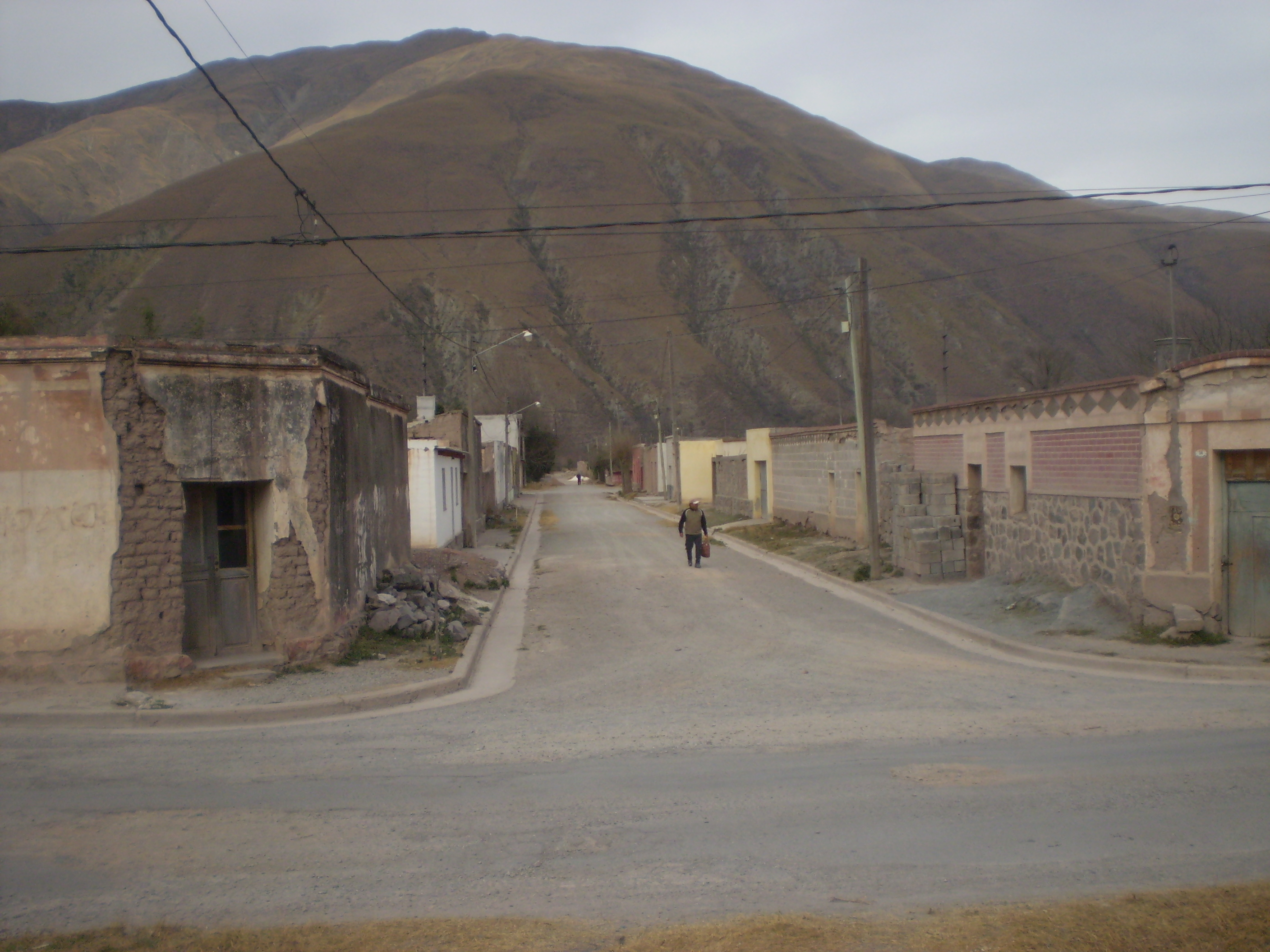
Localidad de Volcán en la provincia de Jujuy.

Volcán es una localidad del departamento Tumbaya en la provincia de Jujuy en Argentina. Se encuentra a 41,9 kilómetros de San Salvador de Jujuy, a la vera de la Ruta Nacional N.º 9. Es la primera localidad que se encuentra en el recorrido en sentido norte de la quebrada de Humahuaca, declarada en 2002 Patrimonio de la Humanidad por la UNESCO.
A muy poca distancia de la localidad, sobre las laderas del arroyo del Medio y la quebrada de Los Filtros se producen con cierta frecuencia desprendimientos de barro y tierra como producto de las fuertes lluvias estivales. Estos aludes tienen semejanza a los derrames de lava de una erupción volcánica, y de esta semejanza proviene el nombre de la localidad.
La villa de Volcán nació en 1905 con el trazado de la línea ferroviaria que trepó la quebrada. La estación, que fue la última en el recorrido ferroviario de la región, se complementó con un importante taller de reparaciones.

## Población
Según datos del último censo 2022, la población registrada fue 1838 habitantes {{Indec, 2022}}. De acuerdo a los datos del censo de 2010, contaba con 1731 habitantes (Indec, 2010), lo que representa un incremento aproximado del 65 % frente a los 1048 habitantes (Indec, 2001) del censo anterior en 2001. Según datos del censo nacional 2010, la población femenina era de 880 personas y la población masculina de 851 personas.

## Geografía

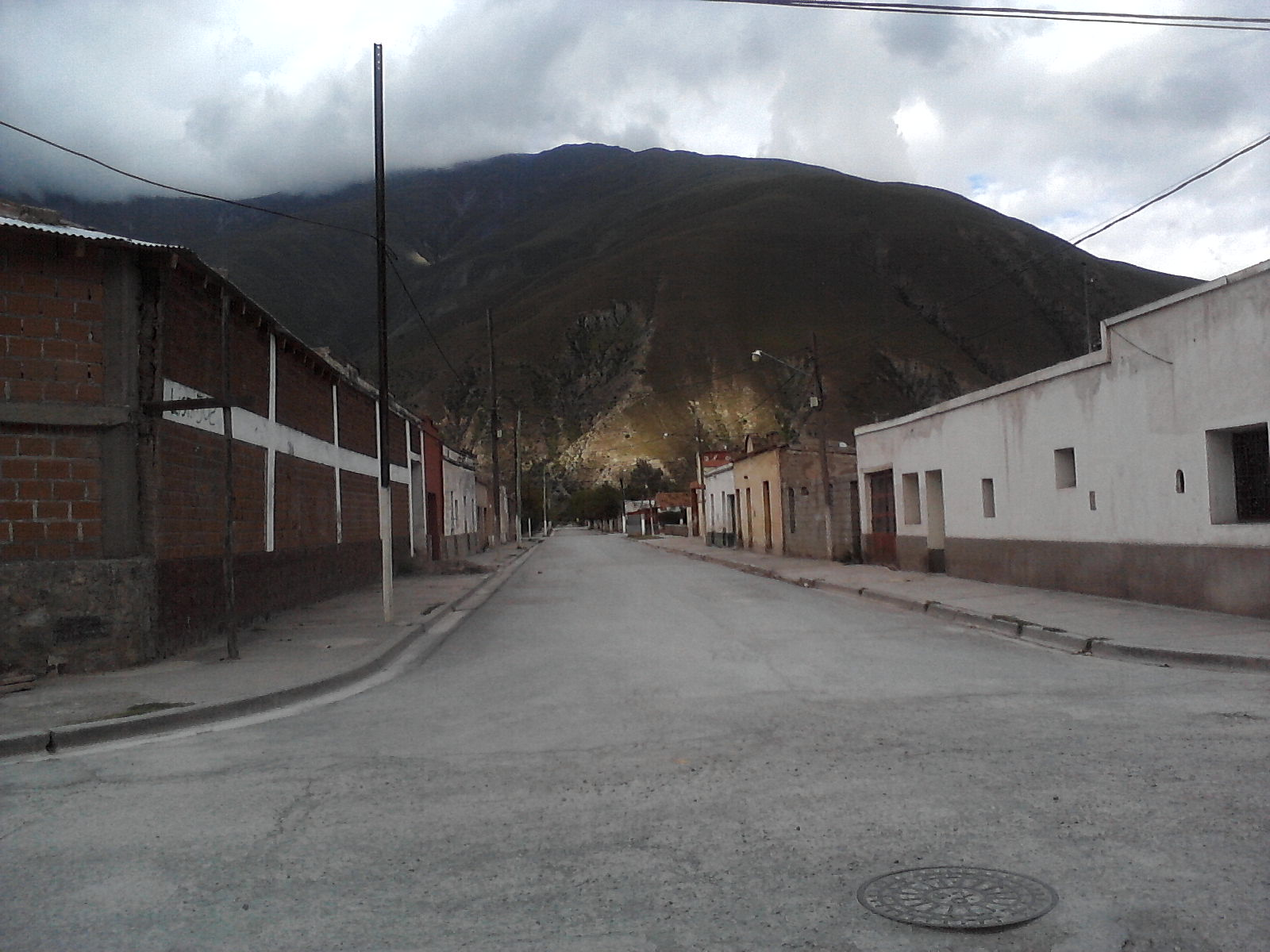
Calle de Localidad de Volcán

La espesa vegetación del bosque subtropical, que río abajo cubre las faldas de los cerros - el cerro Chañi y sus ramificaciones -, es sustituida por cactáceas y arbustos aislados que apenas salpican las montañas desnudas y fuertemente coloreadas en verdes, ocres y rojos de la quebrada.
El clima es templado y en invierno desciende mucho la temperatura. Soplan vientos de julio a agosto, con pocas lluvias de diciembre a abril.
La tierra, en la zona, es árida, sin embargo se cultivan en pequeña escala algunos cereales: especialmente alfalfa, maíz, trigo, cebada, y también papa y vid; frutales tales como duraznos, manzanas y peras. Las especies forestales presentes son el sauce, cardón, toya y algarrobo.
Desde comienzos de verano se producen en la zona fuertes precipitaciones que ocasionan el desprendimiento de tierra y piedras que se deslizan en forma de aludes sobre la ladera de los cerros inmediatos a la localidad. En ciertas ocasiones, estos aluviones han ocasionado cortes de la Ruta Nacional 9 y daños en las viviendas e instalaciones, con importantes pérdidas económicas y riesgo para la población.

### Clima
| Parámetros climáticos promedio de Volcán (Jujuy) (1934-1990) | Parámetros climáticos promedio de Volcán (Jujuy) (1934-1990) | Parámetros climáticos promedio de Volcán (Jujuy) (1934-1990) | Parámetros climáticos promedio de Volcán (Jujuy) (1934-1990) | Parámetros climáticos promedio de Volcán (Jujuy) (1934-1990) | Parámetros climáticos promedio de Volcán (Jujuy) (1934-1990) | Parámetros climáticos promedio de Volcán (Jujuy) (1934-1990) | Parámetros climáticos promedio de Volcán (Jujuy) (1934-1990) | Parámetros climáticos promedio de Volcán (Jujuy) (1934-1990) | Parámetros climáticos promedio de Volcán (Jujuy) (1934-1990) | Parámetros climáticos promedio de Volcán (Jujuy) (1934-1990) | Parámetros climáticos promedio de Volcán (Jujuy) (1934-1990) | Parámetros climáticos promedio de Volcán (Jujuy) (1934-1990) | Parámetros climáticos promedio de Volcán (Jujuy) (1934-1990) |
| Mes                                                          | Ene.                                                         | Feb.                                                         | Mar.                                                         | Abr.                                                         | May.                                                         | Jun.                                                         | Jul.                                                         | Ago.                                                         | Sep.                                                         | Oct.                                                         | Nov.                                                         | Dic.                                                         | Anual                                                        |
| ------------------------------------------------------------ | ------------------------------------------------------------ | ------------------------------------------------------------ | ------------------------------------------------------------ | ------------------------------------------------------------ | ------------------------------------------------------------ | ------------------------------------------------------------ | ------------------------------------------------------------ | ------------------------------------------------------------ | ------------------------------------------------------------ | ------------------------------------------------------------ | ------------------------------------------------------------ | ------------------------------------------------------------ | ------------------------------------------------------------ |
| Temp. media (°C)                                             | 18.5                                                         | 17.9                                                         | 16.8                                                         | 14.0                                                         | 11.0                                                         | 8.5                                                          | 8.1                                                          | 10.2                                                         | 12.6                                                         | 15.5                                                         | 17.2                                                         | 18.2                                                         | 14.1                                                         |
| Precipitación total (mm)                                     | 112                                                          | 104                                                          | 54                                                           | 8                                                            | 1                                                            | 1                                                            | 0                                                            | 1                                                            | 2                                                            | 7                                                            | 29                                                           | 72                                                           | 391                                                          |
| Fuente: Bianchi, A. - INTA                                   |                                                              |                                                              |                                                              |                                                              |                                                              |                                                              |                                                              |                                                              |                                                              |                                                              |                                                              |                                                              |                                                              |

## Combate de Volcán
El 3 de abril de 1813 - en el marco de la guerra de la Independencia Argentina - se produjo el combate de Volcán (a veces referido impropiamente como batalla de Volcán). En este hecho de armas, las fuerzas realistas españolas al mando del general Pedro Antonio Olañeta fueron derrotadas por las milicias del comandante coronel Alejandro Burela.
Esta victoria de las milicias irregulares independentistas - entonces conocidas como los "Infernales" - permitió demorar el avance hacia el sur de las tropas realistas, lo cual según algunos historiadores posibilitó al general Manuel Belgrano preparar adecuadamente la batalla de Salta que significó el triunfo final de las fuerzas rioplatenses.
En diciembre de 2012, mediante ley provincial N.º 5755, se declaró el 3 de abril como día de celebración provincial en conmemoración del combate de Volcán.

## Economía
En parte de las instalaciones en desuso del Ferrocarril General Belgrano se instaló la Feria Campesina de Artesanos de la Quebrada y Puna, un espacio donde artesanos de varias localidades de la zona ofrecen sus productos elaborados en arcilla, cardones, cueros, piedra, lana de oveja y de llama, reproducciones de cerámicas y de grabados y pinturas de yacimientos arqueológicos de la región.
Desde comienzos de la década de 1970 está instalada en la localidad una planta de producción de cal y derivados, principal abastecedora de estos productos para la región del noroeste argentino y del sur de Bolivia. El impulso que la producción de litio adquirió durante los últimos años y la presencia de extensos salares a relativa poca distancia de esta instalación, permiten anticipar un fuerte crecimiento de la actividad, lo que implicaría una mejora sustantiva en las condiciones socioeconómicas de los pobladores de la localidad.
La ganadería tiene relativa importancia: vacunos, caballos, burros, mulas, ovejas y cabras. 
Los animales silvestres más comunes son vicuñas, pumas, ciervos, guanacos, zorros, gato montés, chinchillas, patos, cóndores y guayatas.

## Atractivos turísticos

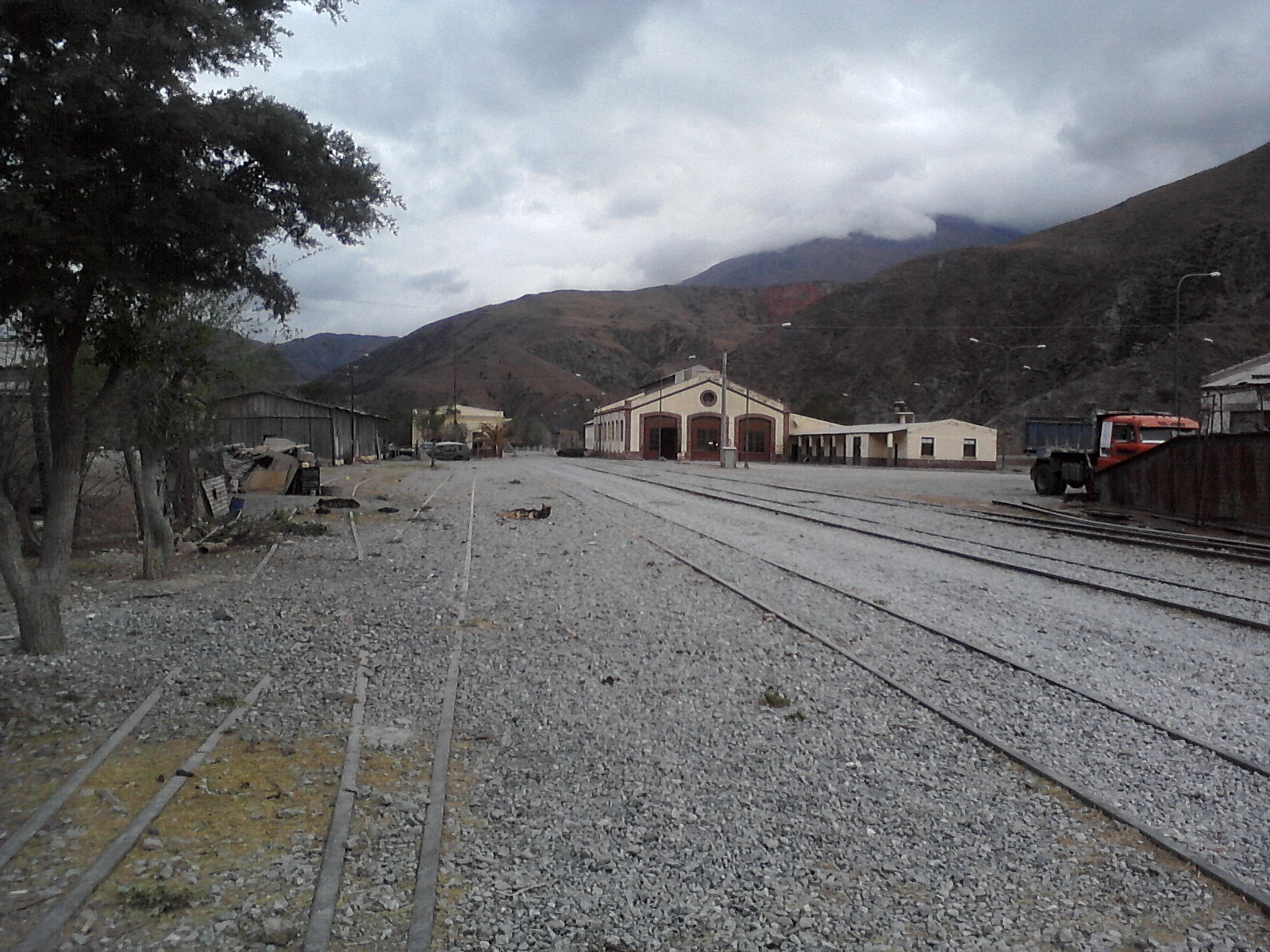
Vieja estación de trenes del FFCC Gral. Manuel Belgrano (Volcán- Dpto. Tumbaya)

Laguna de Gronda: se encuentra a cinco kilómetros de Volcán, ubicada en Chilcayoc y se trata de una laguna privada a la cual se puede tener acceso. 
Pucará de Volcán: ubicado al norte de la localidad sobre una altitud aproximada de 2700 m.s.n.m, refleja lo que en algún momento supo ser un poblado indígena organizado, y constituye el primer pucará de la zona de la Quebrada de Humahuaca.

## Alud 2017
El 10 de enero un alud sepulto parte de la ciudad provocando la muerte de cuatro habitantes y más de mil evacuados. Desde entonces el Ejército Argentino junto a otras entidades están trabajando en la restauración de la localidad de Volcán.